# 荷蘭在臺灣之平定行動
荷蘭在臺灣之平定行動是1635年至1636年間，荷蘭殖民當局為了平定臺灣島（舊稱福爾摩沙）西南部的西拉雅族原住民部落的反抗行動，而在荷治臺灣所進行一系列的軍事暨外交行動。在此之前，荷蘭自1625年佔領臺灣以來已有十一年的時間，但其在臺灣的實質統治範圍只有在大員一鯤鯓（今臺南安平區）所築的熱蘭遮城，以及與荷蘭結盟的新港社（今臺南新市區）。
與新港社同在臺江內海周圍平原地區的麻豆社（今臺南麻豆區）是當時當地最強大的西拉雅部落。因為不滿臺灣長官的統治，麻豆社在1629年麻豆溪事件中擊殺63名荷蘭士兵，大大打擊了荷蘭臺灣當局的威望。然而，當時大員當局的士兵還不到400人，無法戰勝麻豆，加上受到濱田彌兵衛事件波及，對外貿易受挫，讓巴達維亞當局（荷蘭東印度公司在印尼雅加達的總部）不願增援，臺灣當局只得和麻豆社暫時休兵。
直到1635年9月，臺灣當局獲得巴達維亞方面同意增援，遂於11月23日發動軍事行動展開報復，在臺灣長官漢斯·普特曼斯的命令下，殺死麻豆社原住民26名，並燒毀所有住家，謂稱麻豆社之役。這場戰役迫使麻豆社投降後並簽訂《麻豆協約》，確立了荷蘭人為領主、原住民為封臣的封建關係。翌年，臺灣當局再於聖誕節之役中擊敗塔加拉揚社（Taccariang，約在今高雄大岡山地區北側）。這兩場戰役被視為是荷蘭人奠定南臺灣統治權的關鍵。荷軍乘著戰勝的餘威，最後陸續降服了蕭壠社、大目降（今臺南新化區）、目加溜灣（今臺南善化區）、哆囉嘓社（今臺南東山區）和小琉球等社。1636年2月，28名原住民代表在熱蘭遮城投降，也代表著荷蘭人的平定行動告一段落。
荷蘭在臺灣之平定行動為荷蘭在南臺灣的殖民統治奠定了基石。荷蘭擴展了統治的疆土，也因此得到更多鹿皮等鹿製品資源，以及大片肥沃的墾殖地，進而招募漢人作為開墾的勞力。由原住民部落組成的聯合村也為荷蘭重要武力來源，參與了多次重要戰役，包括1636年在小琉球的拉美島事件，1642年的聖薩爾瓦多城之戰，及1652年的郭懷一事件等戰役。

## 背景
荷蘭東印度公司（荷蘭語：Vereenigde Oostindische Compagnie, VOC）在1624年來到福爾摩沙南部，在大員建築熱蘭遮城作為統治據點，向周圍的原住民部落試探結盟的可能性。荷蘭經營這個殖民據點的最初目的，僅單純是作為他們在亞洲貿易的轉口港。但後來為了安全考慮，再加上當局所需的補給品大多遠從巴達維亞以海運方式送達，成本高昂、供給時間不定，荷蘭殖民當局開始思考擴大統治腹地，尋求與鄰近村莊合作的可能。荷蘭人於是與新港社（Sinkan，今臺南新市區）結盟。十七世紀早期，村落在一種充滿敵意的張力中共存，而新港社是臺江內海周圍西拉雅族四大社之中最弱小的部落，經常會被最強大的麻豆社攻擊。透過結盟，新港社供給荷蘭人柴火、鹿肉和魚等物資，換取荷蘭人的庇護與武力支援對抗麻豆社；然而這樣的結盟，也為荷蘭人招致其他部落的敵意。1625年1月，荷蘭人以十五疋棉花布（cangans）向新港社（赤崁社）在赤崁取得一塊土地，興建普羅民遮市街（1653年在此興建普羅民遮城，即今赤崁樓）以安置來台貿易的漢商與日商。

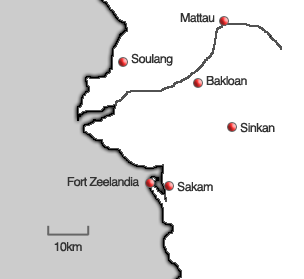
熱蘭遮城鄰近的部落

最初，新港社以外的主要部落—麻豆社（Mattau，今臺南麻豆區）、蕭壠社（Soulang，今臺南佳里區）、目加溜灣社（Bakloan，今臺南善化區）也宣稱和荷蘭人和平共處。但1625年至1629年之間，一連串的事件，削弱了部落與荷蘭合作的信念。首先是1625年秋季，荷蘭人追趕三艘中國海盜船到了魍港（Wancan，今嘉義縣布袋鎮好美里一帶），後來反遭海盜擊退，讓荷蘭人顏面盡失。麻豆社見狀，便進犯、洗劫了新港社各戶。荷蘭人意識到自己聲譽受損，再一次前往魍港而終於擊敗海盜，挽回了己方的聲譽。麻豆人在荷蘭人規勸下歸還從新港人房宅奪取的物件，並送兩隻活豬作為賠償。然而，這樣的和平局面並沒有維持太久。1626年11月新港人攻擊麻豆和目加溜灣社，然後要求荷蘭人保護自己。荷蘭人為了不失去盟友，只能向麻豆和目加溜灣社請求和解，並在被斷然拒絕後與原住民部落發生了第一次大規模的武力衝突。雖然荷蘭人在這一次的衝突中獲勝，後續麻豆社一再騷擾新港社時，荷蘭人卻未採取行動保護他們的盟友，使得新港社不得不另尋靠山。
新港社轉而向日本人尋求友誼和保護。1627年7月，新港社的長老理加等共16名代表在日本人濱田彌兵衛的帶領下出訪日本，向幕府將軍德川家光呈送土地主權。當臺灣長官彼得·納茨從日本回返，新港社、目加溜灣社、麻豆社和蕭壠社的頭人們紛至熱蘭遮城，要求東印度公司向他們納貢，被納茨拒絕。隨著日本採取鎖國政策，新港人失去日本人的後援，只能回頭依賴荷蘭人，如傳教士干治士所描述：「新港村到現在為止都是依靠荷蘭人來保護，不然的話，他們連一個月也撐不下去。」1629年，納茨帶著火槍手拜訪麻豆社，留下士兵與村人享用大宴、自行歸返熱蘭遮城，翌日麻豆人趁著士兵跨越溪流時，聯合蕭壠人擊殺荷蘭人，63名士兵全部被殺害—麻豆溪事件徹底打擊了荷蘭人的威望。
麻豆溪事件後不久，彼得·納茨因為與日關係惡化等原因遭到巴達維亞當局撤換，漢斯·普特曼斯取而代之為新任臺灣長官。普特曼斯上任後亟欲打擊麻豆社，但由於在臺荷軍實力不足以與麻豆社抗衡，荷蘭人便決議先派軍攻打目加溜灣社。1629年11月23日，荷蘭人大破目加溜灣社，「殺傷多數敵眾並焚燬村落大部」，也以此征伐向麻豆社建立了威望。目加溜灣社和麻豆社分別與東印度公司簽訂了維時九個月的和平條約，然而事實上雙方都在為下次的戰爭做準備。麻豆社、目加溜灣社和蕭壠社在協議合作之下，持續騷擾荷蘭人所設的居所，攻毀東印度公司在赤崁地方所築的工事與房宅，並防止荷蘭人回到原地重建。
直到1633年末至1634年初時，麻豆社和蕭壠社開始出現嫌隙，這樣的局勢才開始翻轉。兩社在1634年5月爆發衝突，雖然衝突最終由麻豆社戰勝，但荷蘭人樂見原住民部落間出現分歧，並已經從中找到反轉劣勢的契機。

## 過程

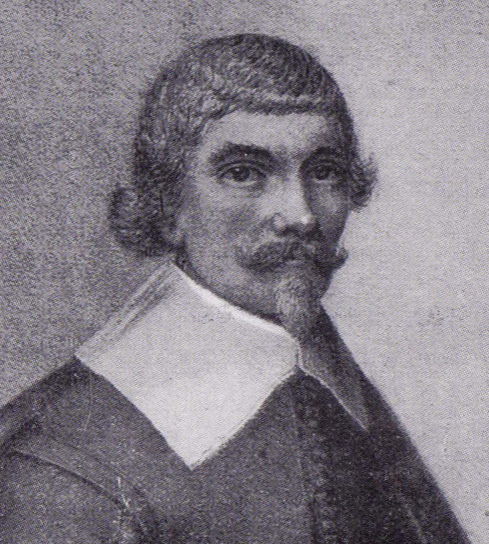
荷蘭傳教士尤紐斯是征戰麻豆社的領袖之一

雖然前後任臺灣長官彼得·納茨和漢斯·普特曼斯都亟欲打擊麻豆社，但荷蘭在熱蘭遮城只有400名駐軍，其中更只有210名士兵，難以在無人留守本營的情況下與麻豆社抗衡。他們持續向巴達維亞當局請求增援，終於在1635年當局派了475名士兵到臺灣，以替1629年的麻豆溪事件向麻豆社報一箭之仇，並恢復荷蘭人的聲望，以保護他們從中國招募移民到臺開墾的漢人不受原住民侵擾。
荷蘭人與原住民部落的關係持續惡化，甚至曾與荷蘭人友好的新港社都策劃反叛。傳教士尤紐斯寫道：「新港人秘密起事謀反，並陰謀殺害新港村的牧師與士兵。」荷蘭長官迅速派遣了八十名士兵前往新港，捉拿了三位新港頭人，化解了一次危機。1635年9月，一場嚴重的天花襲擊麻豆社和蕭壠社，而當時荷蘭人所控制的新港社和其周圍村落卻都沒有染上瘟疫，荷蘭人視此為上帝對麻豆社和蕭壠社的天譴，以及蒙上帝恩典的正義象徵。
1635年11月22日，普特曼斯率領獲得增援的荷軍，向目加溜灣出發。尤紐斯成功說服了新港社的原住民戰士加入荷蘭軍一同作戰。荷蘭軍原本的計劃是在那裡休息一夜，隔日一早襲擊麻豆，但荷蘭軍收到了風聲：麻豆社已經知道他們的計劃並準備潛逃。荷蘭軍於是決議當天傍晚直接攻打麻豆社。荷蘭軍長驅直入，在幾乎沒有抵抗的情形下，未耗一兵一卒便征服了麻豆社。荷蘭人立即處決了麻豆社26人，燒燬所有屋舍、田園，新港人得到了26顆頭顱。
1. 交出被謀殺的荷蘭人的骨骸以及屬於他們的物品。
2. 村莊的首領以交出種在土裡的小檳榔樹及小椰子樹，表示轉讓麻豆社及其附近土地給荷蘭政府。
3. 麻豆人不再對抗荷蘭人或荷蘭人的盟友。
4. 作戰時，麻豆人要與荷蘭人並肩作戰。
5. 不得干擾在魍港燒石灰或進入內地收購鹿皮的中國人，須讓他們自由通行。
6. 若被召喚，村莊長老必須立刻趕來城堡聆聽長官的政策。
7. 為要承認所作的劣跡罪行，麻豆的村莊長老須負責，每年於那謀殺的日子，送一隻大母豬和一隻大公豬來城堡。

荷蘭軍在返回熱蘭遮城的路途上，陸續在目加溜灣、新港和赤崁停留，警惕部落們反抗東印度公司的代價，並獲得各部落友善的承諾。在荷蘭軍在目加溜灣停留時，蕭壠社派遣了兩名代表呈送荷蘭人一支長矛和一支短斧，象徵結為友好的同盟。大武壠（Tevorang，三個山區部落的合稱，今臺南市玉井區一帶）也前來向荷蘭人呈送一支長矛，表達願與荷蘭人結盟的善意。最後，麻豆社兩位長老也呈上矛槍與斧各一，並向荷蘭人叩頭尋求和平協商。
除了部落內最精良的武器，麻豆社兩位長老也向荷蘭人交出種在土裡的小檳榔樹和小椰子樹，表示轉讓麻豆社及其附近土地給荷蘭政府。麻豆社被擊敗的消息傳遍了臺灣西南部平原，周圍的原住民部落競相至熱蘭遮城向荷蘭人求和。然而，與此同時，荷蘭人也承接了麻豆社的仇敵，包括巴布薩族（荷人稱虎尾壟，Favorlang）和諸羅山社（Tirosen）。
擊敗麻豆社後，荷蘭人決定和他們的原住民盟友合作，繼續攻擊其他頑軍。首先是塔加拉揚社（Taccariang，約在今高雄大岡山地區北側），因為他們先前曾殺死荷蘭人和新港人。1635年12月25日，荷蘭火槍手和新港戰士組成的聯軍前進塔加拉揚社，勢如破竹地攻入部落，將部落燒毀，夷為平地。聯軍隨後也相繼征服了蕭壠社和大武壠。

## 荷蘭治世

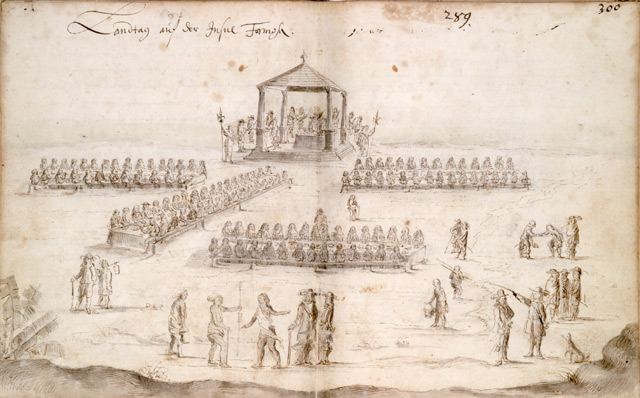
荷蘭臺灣當局與原住民村社代表召開地方會議：長官與議員坐在上方有士兵護衛的亭子內，而原住民代表在長桌前的席位並排就坐。

麻豆社被荷蘭人以武力征服後，許多原住民部落也相繼臣服於荷蘭。例如放索社（Pangsoia，或稱放索仔，今林邊鄉田厝村放索）便遠自100公里外的南方前來，與荷蘭東印度公司結盟；其他前來求和的使者包括哆囉嘓社、塔加拉揚社、塔羅凱社（Tarokei）、大目降社、（下）淡水社（今萬丹鄉社皮村）、塔樓社（今里港鄉塔樓村）等。荷蘭臺灣當局於1636年2月22日在新港舉行了第一次的「地方會議」（荷蘭語：landdag，意為「盛大的會議」），共有28名來自臺灣西南部平原的原住民部落代表與會。會議上荷蘭首長授予原住民代表荷蘭三色旗、黑絨禮袍、嵌著銀杖頭的籐杖，象徵他們的地位與權威。傳教士尤紐斯寫道：「看著這些初次見面的人們如此友善，發現他們彼此親吻相視，是一件令人欣悅的事。這在此地殆為史無前例，因為任何部落都未停止與其他部落交攻過。」
1636年初，所謂的「荷蘭治世」（拉丁語：Pax Hollandica）已然確立，是荷蘭人在臺灣時期的最後巔峰。荷蘭人將與他們結盟的村落稱為「聯盟村」（Verenigde Dorpen，仿照联省共和国命名）。在平定行動後，荷蘭人穩固了其在臺灣西南平原的地位。

## 引用文獻
1. 1 2 3  歐陽泰 (2007)，第140頁.
2. ↑  歐陽泰 (2007)，第113-115頁.
3. 1 2 3 4 5 6  歐陽泰 (2007)，第152-153頁.
4. ↑  Shepherd (1993)，第49頁.
5. ↑  van Veen (2003)，第143頁.
6. ↑  歐陽泰 (2007)，第134-135頁.
7. ↑  van Veen (2003)，第142頁.
8. ↑  Shepherd (1993)，第37頁.
9. ↑  呂建德. . 國立臺南生活美學館.   [2018-06-13]. （原始内容存档于2018-06-13）.
10. ↑  歐陽泰 (2007), p. 134：「一開始，荷蘭人一廂情願以為可以和臺江內海周邊的原住民村落締結圓滿友善的關係。（……）荷蘭官員（……）：『大員灣附近村落眾多，村民每天來探訪，而且都想當第一個獲得我們友誼的人。』鄰近各村：新港、蕭攏、目加溜灣和麻豆，個個都派代表來請荷蘭人到他們村裡小住。在這熱忱的表象下卻隱藏著隱晦的動機。」
11. ↑  歐陽泰 (2007)，第136-137頁.
12. 1 2  歐陽泰 (2007)，第137-138頁.
13. ↑  Blussé (2003)，第103頁.
14. 1 2  歐陽泰 (2007)，第139頁.
15. ↑  Junius (1903)，第116頁.
16. 1 2  歐陽泰 (2007)，第141頁.
17. ↑  歐陽泰 (2007)，第143-144頁.
18. ↑  van Veen (2003)，第148頁.
19. ↑  van Veen (2003)，第149頁.
20. ↑  歐陽泰 (2007)，第148頁.
21. 1 2  歐陽泰 (2007)，第148-149頁.
22. 1 2  Junius (1903)，第117頁.
23. 1 2 3 4  Junius (1903)，第118頁.
24. 1 2 3 4  歐陽泰 (2007)，第149-150頁.
25. 1 2  台南市政府 (1999)，1635-10-28～1635-11-15/補充資料.
26. ↑  Junius (1903)，第119頁.
27. ↑  Covell (1998)，第83頁.
28. 1 2  歐陽泰 (2007)，第150-151頁.
29. ↑  Chiu (2008)，第xviii–xix頁.
30. ↑  . 臺灣原住民族資訊資源網.   [2018-06-24]. （原始内容存档于2017-07-20）.